# Центральний (бахш, шагрестан Рудсар)
Центральний (перс. مرکزی) — бахш в Ірані, в шагрестані Рудсар остану Ґілян. За даними перепису 2006 року, його населення становило 57509 осіб, які проживали у складі 16975 сімей.

## Дегестани
До складу бахша входять такі дегестани:
- Реза-Махале
- Чіні-Джан